# 菖蒲池古墳
菖蒲池古墳（しょうぶいけこふん）は、奈良県橿原市菖蒲町にある古墳。形状は方墳。国の史跡に指定されている。
類例のない精巧な造りの家形石棺2基で知られる。

## 概要
奈良盆地南縁、丸山古墳と明日香村大字岡を結ぶ道路北側の、低丘陵南面に築造された古墳である。現在までに墳丘封土の流出および墳丘の改変を受けているほか、近年では橿原市教育委員会により範囲確認調査が実施されている。
墳形は方形。墳丘は2段築成で、下段は一辺約30メートル、上段は一辺約18メートルを測る。墳丘北側・東側・西側には掘割が巡らされるほか、墳丘表面では赤灰色粘質土による化粧が、古墳前庭・掘割底面（一部）・上段墳丘裾平坦面では礫敷が認められており、墳頂部では磚の使用可能性がある。埋葬施設は両袖式の横穴式石室で、南方に開口するが、玄室の下半分や羨道部が埋もれているため全容は明らかでない。玄室内部には刳抜式家形石棺2基が据えられるが、これら2基は非常に精巧な造りで、全国的にも特異な石棺になる。
この菖蒲池古墳は、出土土器等から古墳時代終末期・飛鳥時代の7世紀中頃の築造と推定される。当時としては破格的な墓域を有するが、築造から間もない7世紀末頃（藤原宮期）にはすでに、墳丘一部の破壊を伴う整地の実施が認められている。被葬者は明らかでなく、皇族の墓とする説のほか、蘇我氏の墓とする説がある。
古墳域は1927年（昭和2年）に国の史跡に指定されている。

## 遺跡歴
- 永保2年（1082年）5月の「大和国僧某家地売券案」に「石墓」の記載（菖蒲池古墳か）[1]。
- 1893年（明治26年）の『大和国古墳墓取調書』、1923年（大正12年）の『奈良縣高市郡古墳誌』に石棺・石室について記述[6]。
- 1925年（大正14年）、石室内調査（上田三平ら。1927年（昭和2年）に調査報告）[6]。
- 1927年（昭和2年）4月8日、国の史跡に指定[5]。
- 1985年（昭和60年）、石室周辺測量調査（橿原市教育委員会）[6]。
- 1988年（昭和63年）、石室内測量調査（河上邦彦ら）[6]。
- 2007年（平成19年）、世界遺産暫定リスト「飛鳥・藤原の宮都とその関連資産群」の構成資産の1つとして一覧表に登載[2][7]。
- 2008年度（平成20年度）、測量調査（橿原市教育委員会）[6]。
- 2009-2012年度（平成21-24年度）、範囲確認調査として第1-4次発掘調査（橿原市教育委員会）[7]。
- 2015年（平成27年）10月7日、史跡範囲の追加指定[5]。
- 2025年（令和7年）3月10日、史跡範囲の追加指定。

## 墳丘
墳丘の規模は次の通り。
- 墓域
  - 南北：約82メートル
  - 東西：約67メートル（西側外堤を非想定）または約90メートル（西側外堤を想定）
- 墳丘1段目（下段） - ほぼ正方形。
  - 南辺：30.6メートル
  - 北辺：29.0メートル
  - 南北：29.4メートル
  - 高さ：3.2メートル
- 墳丘2段目（上段） - ほぼ正方形。
  - 一辺：17.7メートル
  - 高さ：4.3メートル

墳丘主軸は真北からやや西に振れる。築造当時としては、墳丘の点では一般的な規模であるが、墓域の点では破格的な規模になる。

## 埋葬施設

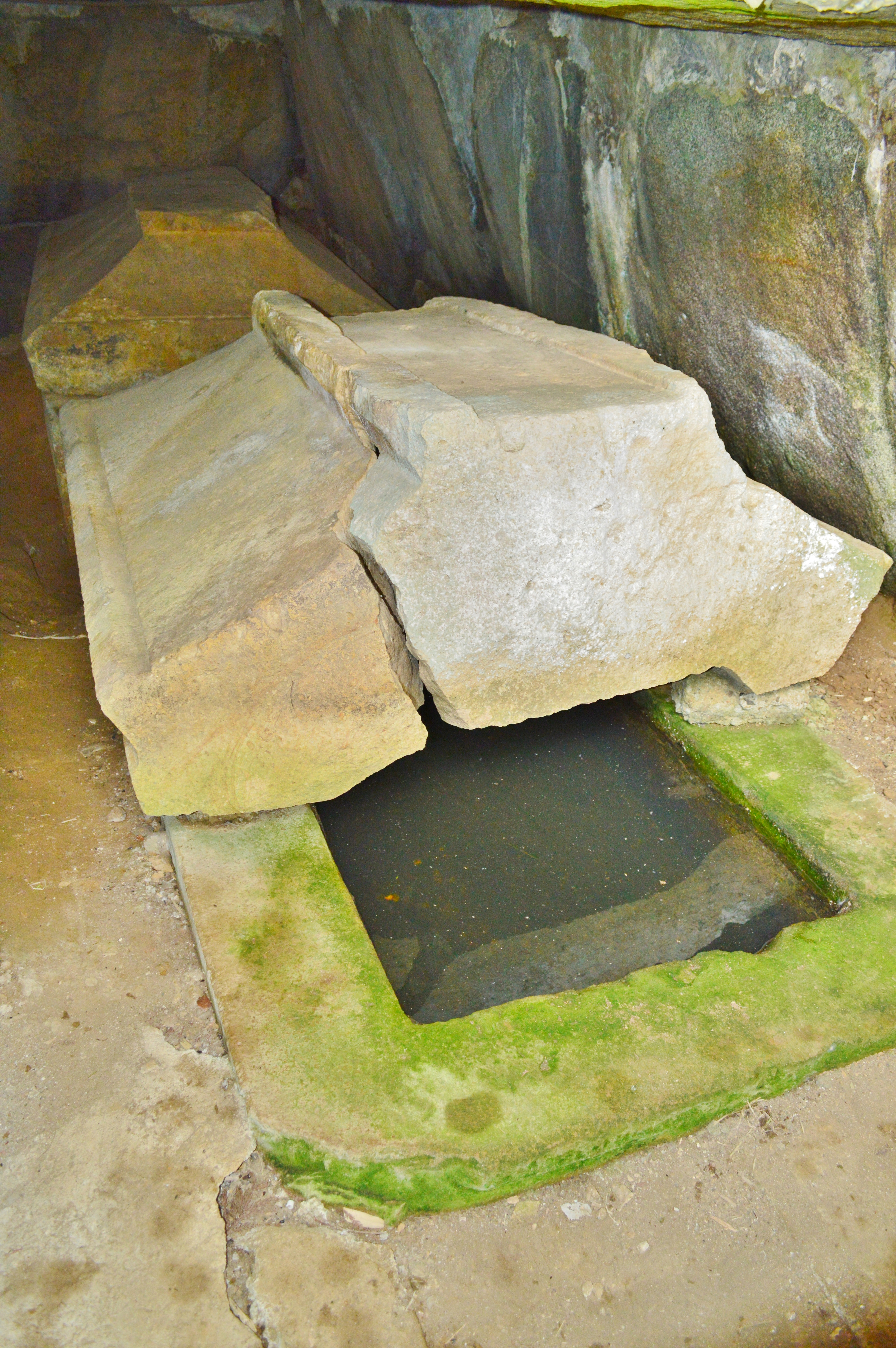
石室内部の家形石棺2基

埋葬施設には両袖式の横穴式石室が使用されている。石室の規模は次の通り（一部は墳丘規模からの推定）。
- 石室全長：約20メートル
- 玄室 - 下部分は埋没。
  - 長さ：約7.2メートル
  - 幅：約2.5メートル
  - 高さ：約3.5メートル
- 羨道 - 大半は埋没。
  - 長さ：約12.8メートル

玄室は半切石式で、花崗岩の巨石を2段に積みあげた上に天井石3枚を架けることで構成されるが、現在では大部分が埋没するほか、墳丘封土の流出により天井石2枚を露出する。また石の隙間には漆喰が詰められている（荒い石材加工でも漆喰で切石石室に近づけようとしたためか）。この石室については、岩屋山古墳（明日香村越）の石室との類似が指摘される。
玄室内には、兵庫県加古川流域産の成層ハイアロクラスタイト（竜山石）製の刳抜式家形石棺2基（手前棺・奥棺）が南北縦一列に据えられている。2基は概ね同形（南棺の方がやや精緻）で、棺蓋の屋根を寄棟造風とし、頂部には棟飾り風の突起が、棺身には柱・梁を模した突起が認められる。また内面のみに漆（北棺は朱漆、南棺は不明）の塗布も認められる（当時は漆塗陶棺や夾紵棺があり、石棺外面にも漆を塗った可能性が指摘される）。両棺とも全体的に精巧な造りで、類例のない石棺として注目される。

## 被葬者

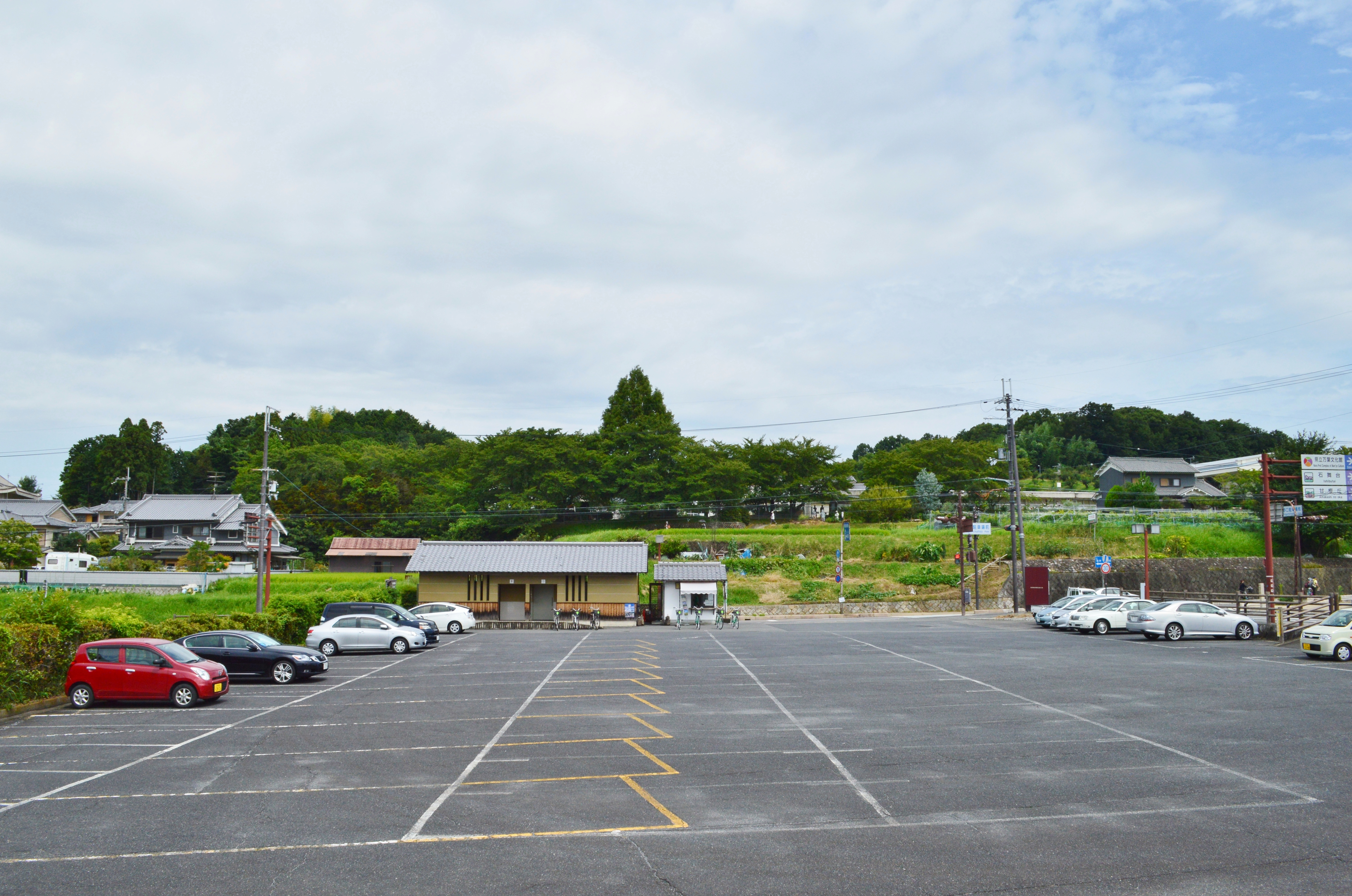
丘陵左に菖蒲池古墳（樹叢）
右に小山田古墳（明日香養護学校）

菖蒲池古墳の実際の被葬者は明らかでないが、一説には皇族の墓と推定される。この説では、天武・持統天皇陵（野口王墓古墳）と同様に、本古墳が藤原京の朱雀大路南延長線上に位置することが指摘される。
一方、本古墳を蘇我氏の墓と推定する説もある。この説では、蘇我氏系寺院の配置とも考え合わせて、植山古墳・菖蒲池古墳・五条野宮ヶ原1・2号墳（いずれも方墳）一帯は蘇我氏の墓域であったと推測する。特に、天武・持統天皇陵などの天皇陵が築造された地域からは離れて、飛鳥への入口を抑える道沿いに築造された点が、造墓氏族の性格として指摘される。また近年には、付近で巨大方墳の小山田古墳が発見されたことから、同古墳と菖蒲池古墳を特に蘇我蝦夷・入鹿の墓（『日本書紀』の大陵・小陵）に比定する説も挙げられている。

## 文化財

### 国の史跡
- 菖蒲池古墳 - 1927年（昭和2年）4月8日指定、2015年（平成27年）10月7日・2025年（令和7年）3月10日に史跡範囲の追加指定[5][13]。

## 現地情報
所在地
- 奈良県橿原市菖蒲町

交通アクセス
- 鉄道：近畿日本鉄道（近鉄）吉野線 岡寺駅（徒歩約15分）

周辺
- 小山田古墳
- 野口王墓古墳 - 天武・持統天皇陵。